# Sphegigaster perlonga
Sphegigaster perlonga är en stekelart som beskrevs av Boucek 1991. Sphegigaster perlonga ingår i släktet Sphegigaster och familjen puppglanssteklar.
Artens utbredningsområde är Bulgarien. Inga underarter finns listade i Catalogue of Life.